# Перовські
Перовські — дворянський рід, що походив від гетьмана Кирила Розумовського та його сина Олексія Розумовського. Прізвище Перовські отримали позашлюбні діти («вихованці») графа О. К. Розумовського і дочки його берейтора Марії Михайлівни Соболевської (Розумовський і Соболевська прожили у фактичному шлюбі понад 35 років).
Перовські володіли одним з вищих дворянських титулів — графів:
- Василь Олексійович Перовський (* 9 (20 лютого) 1795 — †8 (20 грудня 1857) — російський військовий діяч;
- Лев Олексійович Перовський (* 9(20 вересня) 1792 — †9 (21 листопада) 1856) — російський державний діяч, генерал від інфантерії;
- Олексій Олексійович Перовський (*1787 — †9 (21 липня) 1836) — російський письменник (псевдонім Антон Погорєльський).

До цього роду належала Софія Перовська (*1853—†1881) — революціонерка-народниця.
Нащадком Перовських (по жіночій лінії) був Лев Михайлович Жемчужников (*2 (14 листопада) 1828 — †24 липня (6 серпня) 1912) — український і російський художник.